# Audi Nanuk quattro Concept
L'Audi Nanuk quattro Concept è una concept car sviluppata dalla Audi nel 2013.

## Contesto
Alla base del progetto si pone l'obbiettivo di creare un veicolo che funga da ibrido tra una vettura sportiva ad alte prestazioni ed un SUV.

## Tecnica
Il design della vettura è stato realizzato dalla Giugiaro Italdesign riprendendo lo stile dell'Audi R8 e dell'Italdesign Giugiaro Parcour. Per la realizzazione del telaio è stato scelto il sistema di intelaiatura in alluminio Asf (Audi Space Frame) abbinato ad una carrozzeria realizzata con pannelli in Cfrp (Carbon Fibre Reinforced Polymer). Tutto ciò è stato fatto per mantenere sia un basso peso che un'alta resistenza. Gli stessi elementi sono stati reimpiegati per gli interni, con l'aggiunta di inserti in pelle.
Il propulsore montato sulla vettura è un turbodiesel 5.0 V10 Volkswagen a doppia sovralimentazione costituita da una pompa dell'olio a portata variabile e fasatura variabile continua delle valvole a sistema Audi Valvelift System. Gestito da un cambio S tronic a 7 rapporti, il motore eroga una potenza di 544 cv e 1.000 Nm di coppia massima a 1.500 giri/min. Può scattare da 0 a 100 km/h in 3,8 secondi e raggiunge i  305 km/h come velocità massima.
Le sospensioni sono a doppi triangoli sovrapposti ed impiegano la tecnologia Adaptive Air, la quale modifica l'assetto in base alle condizioni del terreno fornite da vari sensori. Il retrotreno è stato munito del dispositivo di sterzata Integral Steering.